# Philipp zu Eulenburg

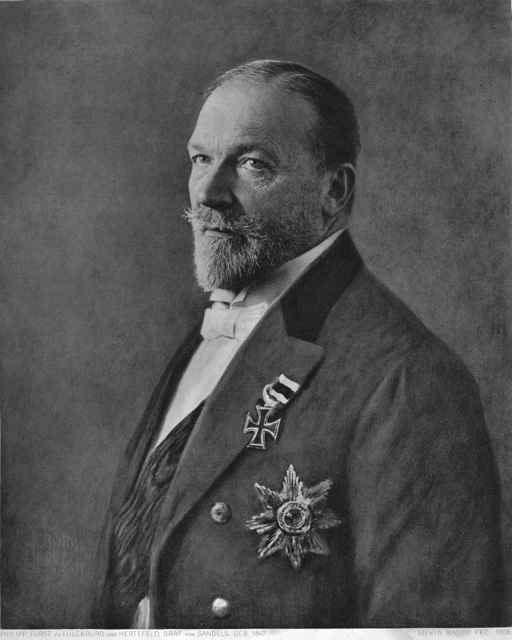
Philipp Fürst zu Eulenburg und Hertefeld Graf von Sandels, 1906

Philipp Friedrich Karl Alexander Botho Graf zu Eulenburg, ab 1867 auch Freiherr von und zu Hertefeld, ab 1900 Fürst zu Eulenburg und Hertefeld, Graf von Sandels (* 12. Februar 1847 in Königsberg; † 17. September 1921 in Liebenberg, heute Löwenberger Land), war ein preußischer Diplomat und enger Vertrauter des Deutschen Kaisers Wilhelm II.

## Leben

### Herkunft und Jugend 1847–1869
Eulenburg entstammte dem Adelsgeschlecht zu Eulenburg und war der älteste Sohn des preußischen Oberstleutnants und Kammerherren Philipp Conrad zu Eulenburg (1820–1889) und dessen Ehefrau Alexandrine, geborene Freiin von Rothkirch und Panthen (1824–1902). Sein Vater war Mitglied des Preußischen Herrenhauses und Berufsoffizier im Ostpreußischen Kürassierregiment Nr. 3 in Königsberg, nachher im 1. Brandenburgischen Ulanenregiment Nr. 3 in Potsdam und in den 1850er Jahren persönlicher Adjutant des Generalfeldmarschalls Friedrich Graf von Wrangel, in dessen Haus auch der junge Eulenburg häufig verkehrte. Die Mutter des Grafen war Erbin ihres Großonkels Karl von Hertefeld und wurde nach dessen Tode 1867 nicht nur Herrin seiner Güter, sondern erbte auch den Namen von und zu Hertefeld. 1866, kurz vor Beginn des Deutschen Krieges, verließ Eulenburg das Vitzthumsche Gymnasium zu Dresden und trat in Potsdam ins Regiment der Gardes du Corps ein, wo er um die Jahreswende 1868/1869, nach Besuch der Kriegsschule Kassel, zum Offizier befördert wurde. Eulenburg schrieb im Rückblick über diese Zeit:

„Ich lernte sattsam den Dienst und – die eleganteste der eleganten Garden kennen; auch alle Vorurteile, alle Fehler, allen Mangel an Bildung, aber, um gerecht zu sein, auch alle Schneidigkeit, Ritterlichkeit und militärische Tugend. Ich kam mir jedoch mit meinen weitabliegenden Kenntnissen, Interessen und, ich kann wohl sagen, meiner Bildung wie eine rechte Hand vor, die verurteilt war, einen linken Handschuh zu tragen, und das war nichts für meinen unabhängigen Geist.“

### Politische Ausrichtung und Interessen
Nicolaus Sombart kennzeichnet Eulenburg als einen „geradezu prototypischen Repräsentanten der ostelbischen Junkerkaste […], Gutsbesitzer, deren Familien seit Generationen die Führungskräfte des preußischen Staates stellen, selbstverständlich rücksichtslos in der Verteidigung ihrer Standesinteressen, von einem nicht zu übertreffenden Pflichtbewusstsein, was den Dienst am Staate betrifft.“ Nach eigenem Bekunden war Eulenburg ein „Royaliste sans Phrase“, ein Anhänger des Königtums „ohne wenn und aber“ also, und damit einem Typus zugehörig, von dem es bei Sombart heißt, dass eine tief in der Persönlichkeit verankerte Identifizierung mit der monarchischen Herrschaftsstruktur dafür charakteristisch war, „das Ergebnis eines säkularen Sozialisierungs- und Züchtungsprozesses, ein psychisches Verhaltensmuster, eine Mentalitätsstruktur, ein Wertmaßstab, um den herum sich das ganze Weltverständnis und Wertesystem organisiert.“

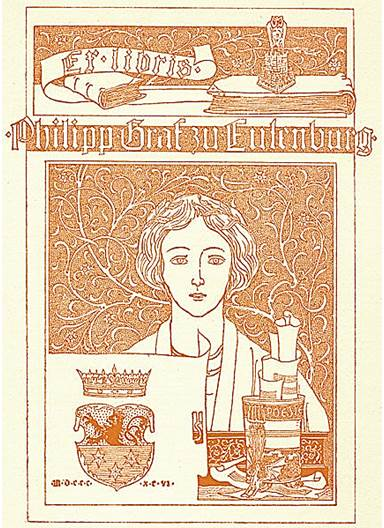
Exlibris für Philipp zu Eulenburg von Joseph Sattler. Hervorgehoben werden seine literarischen und musikalischen Interessen

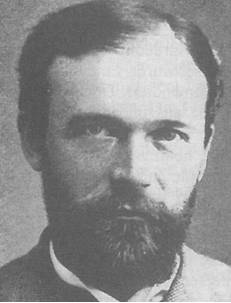
Philipp zu Eulenburg 1882

1869 nahm der junge Sekondeleutnant bereits Urlaub, um sein Abitur nachzuholen, was seine elitären Offizierskameraden einigermaßen in Erstaunen versetzte. Nach einem Intermezzo im Deutsch-Französischen Krieg 1870/71, wo er sich das Eiserne Kreuz erwarb, nahm er nach Zwistigkeiten mit Vorgesetzten seinen Abschied vom Militär. Anschließend ging er auf Reisen, bevor er 1875 in Kassel das erste juristische Examen absolvierte und in Jura promovierte. Im selben Jahr heiratete er in Stockholm Augusta Sandels. Der junge Eulenburg verkehrte bei den vornehmsten preußischen Familien, war im Hause Bismarck bis zur Entlassung des Kanzlers 1890 ein gern gesehener Gast und überdies eng befreundet mit Herbert von Bismarck und dessen späterer Lebensgefährtin, der Fürstin Elisabeth zu Carolath-Beuthen, bei deren unglücklicher Affäre 1881 er eine wichtige Vermittlerrolle spielte. Eulenburg liebte die bildenden Künste, aber auch die Jagd und war ein begeisterter und nicht unbegabter Komponist und Musiker: Seine „Skaldengesänge“ und vor allem seine „Rosenlieder“ erfreuten sich zu seinen Lebzeiten einiger Popularität; er selber trug sie gelegentlich im Salon der Gräfin Schleinitz vor, wo er häufig verkehrte.

### Berufliche Laufbahn 1877–1903
1877 trat Eulenburg in den preußischen diplomatischen Dienst ein. Von 1881 bis 1888 war er Legationssekretär in München (Königreich Bayern). Der König, Ludwig II., lebte zurückgezogen auf Schloss Linderhof, empfing keine Gäste und nahm in München an keinen Veranstaltungen teil. Eulenburg war jedoch neugierig, ihn zu Gesicht zu bekommen und reiste mit einem Freund nach Linderhof, wo er sich an der Zufahrtsstraße aufstellte, bis der König auf seiner täglichen Spazierfahrt an ihm vorbeifuhr; Eulenburg zog seinen Hut, was Ludwig erwiderte. 1888 wurde er Gesandter beim Großherzogtum Oldenburg, 1890 für kurze Zeit in Stuttgart (Königreich Württemberg) und von 1891 bis 1894 ging er als Gesandter wieder nach München. Seit 1894 schließlich war Eulenburg Botschafter in Wien. Zu seinen dortigen Freunden zählte Baron Nathaniel von Rothschild, der Eulenburgs jüngeren Söhnen Sigwart und Karl später beträchtliche Vermächtnisse hinterließ. 1903 schied er aus dem diplomatischen Dienst aus. Bald engster Freund Kaiser Wilhelms II., spielte er 1890 eine maßgebliche Rolle beim Sturz des Reichskanzlers Fürst Otto von Bismarck, was diesen, lt. Harden, zu einer säuerlichen Charakterisierung seines ehemaligen Hausfreundes veranlasste:

„Als Politiker nicht ernst zu nehmen. Als Diplomat auf wichtigem Posten nicht verwendbar. Aber sehr schicklich, belesen, liebenswürdig. […] Werden will er nichts; weder Staatssekretär noch Kanzler. […] Schwärmer, Spiritist, romantisierender Schönredner, […] der so geschickt den Garderobier der mittelalterlichen Phantasie des Königs mache.“

Weitere Urteile Bismarcks lauteten: „Etwas wie ein preußischer Cagliostro“. Und: „Für das dramatische Temperament unseres Kaisers ist die Sorte ganz besonders gefährlich. Wenn er in der Nähe des hohen Herrn ist, nimmt Eulenburg Adorantenstellung ein.“
Am 1. Januar 1900 erhob ihn der Kaiser zusammen mit zwei anderen Grafen in den erblichen preußischen Fürstenstand. Seine Erhebung, die er selber zuvor beim Kaiser zu verhindern gesucht hatte, war in der Berliner Gesellschaft nicht unumstritten und sorgte bei seinen Neidern für einige Gehässigkeiten, wie ein Tagebucheintrag einer ursprünglich glühenden Bismarck-Verehrerin, der Baronin Spitzemberg, belegt:

„Die beste Kritik der ‚neuen Fürsten‘ ist das Gesicht, das man sieht, wenn sich Bekannte darauf anreden: Lächeln, Achselzucken, ein paar spöttische Worte, besonders was Phili Eulenburg, den ‚Grafen Troubadour‘ betrifft, der wenig Geld, wenig Verdienste und viele Kinder besitzt, auch nicht einmal Chef seines Hauses ist.“

Regelrechte Abscheu rief die Verleihung des Fürstentitels an Eulenburg bei Reichskanzler Chlodwig zu Hohenlohe-Schillingsfürst hervor. Er schrieb an seinen Sohn Alexander:

„‚Fürst‘ Philipp war heute bei mir. Er hat mir einen überaus ungünstigen Eindruck gemacht. Ich wundre mich, daß er mir nicht schon früher so antipathisch war, wie er jetzt ist. [...] Was der mich
heute angelogen hat, übersteigt alles Dagewesene! Er erzählte mir dramatisch, wie er sich gegen den Fürstentitel gewehrt hatte, so daß es ihm der Kaiser fast übelgenommen habe; während ich weiß, daß er darum gebeten hat. Es ist erschreckend, daß dieser Erzlump der Freund Sr. M. ist.“

### Freundschaft mit Kaiser WilhelmII. 1886–1906
Am 19. April 1886 begegnete Prinz Wilhelm von Preußen dem zwölf Jahre älteren Grafen Eulenburg erstmals auf einer Jagdgesellschaft beim Grafen Eberhard Dohna im ostpreußischen Prökelwitz. Zwischen beiden entspann sich eine homoerotische Freundschaft, in der der lebenserfahrene, weltgewandte Graf dem jungen, ungestümen und nervösen Prinzen ebenso emotionalen Halt wie intellektuelle Zerstreuung bieten sollte. Prinz Wilhelm stand seit Jahren gegen seine zum Liberalismus neigenden Eltern, Kronprinz Friedrich Wilhelm und besonders Kronprinzessin Victoria, in Opposition, hatte aber auch beim elitär-konservativen Offizierkorps der Potsdamer Garderegimenter, in denen er militärische Kommandos bekleidete, nur oberflächlich Anschluss finden können. Auch die strenge Erziehung in seiner Jugend, mitsamt der schmerzlichen Therapie seines verkrüppelten linken Arms, hatte ihn schwer traumatisiert und schon früh verbittert.

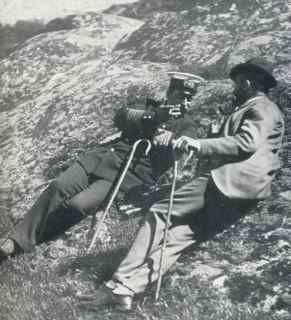
Kaiser Wilhelm II. und Philipp zu Eulenburg, Nordlandfahrt 1890

So war Eulenburg der erste im Leben des Prinzen, der ihm das Gefühl der Geborgenheit und des Verstandenwerdens vermittelte. Infolge ihrer Begegnung formierte sich auf seinem brandenburgischen Herrensitz der sogenannte Liebenberger Kreis, ein Zirkel preußischer Aristokraten, in dem der Prinz und spätere Kaiser – brieflich oft „das Liebchen“ genannt – sich an einer männerbündlerischen Geselligkeit mit teils kultivierten, musischen und spirituellen, teils zotig-vulgären Gesprächsinhalten erfreute und Entspannung fand. Es wurde gemeinsam gelesen und musiziert, wobei Eulenburg sein künstlerisches Talent voll zur Geltung bringen konnte. Daneben hatte der Liebenberger Kreis auch eine politische Dimension; Eulenburgs eigene Ambitionslosigkeit ließ eine regelrechte Günstlingswirtschaft allerdings kaum zu, wenngleich er ein persönliches Regiment des Kaisers befürwortete und der spätere Reichskanzler Bernhard von Bülow sein Protegé war. Eulenburgs außenpolitische Position galt als friedliebend und konsensorientiert, was ihn in Widerspruch zur offiziellen Politik des Auswärtigen Amtes brachte und ihm nachmals den Ruf eines „Weichlings“, Wilhelm aber den Spottnamen „Guillaume le Pacifique“ bzw. „le Timide“ (deutsch: „Wilhelm der Friedfertige“ bzw. „der Schüchterne“) eintrug.
Nach dem Sturz des Reichskanzlers Leo von Caprivi im Jahr 1894 empfahl er dem Kaiser als Nachfolger mit Nachdruck Chlodwig zu Hohenlohe-Schillingsfürst. Die Verbindung zwischen dem Kaiser und „Phili“, wie Eulenburg im intimen Kreis genannt wurde, hielt bis zum Ausbruch der Harden-Eulenburg-Affäre 1906.
1899 wurde der Stadtkommandant von Berlin, Kuno Graf von Moltke, von seiner Frau Lily, geborene von Heyden, geschieden, da diese entdeckt hatte, dass ihr Mann bereits seit Jahren eine Affäre mit Philipp zu Eulenburg hatte, damals preußischer Botschafter in Wien.
„Seit der Jahrhundertwende nahm der Einfluss Eulenburgs jedoch deutlich ab. 1902 gab er seinen Botschafterposten in Wien auf und zog sich ganz aufs Schloss Liebenberg zurück. Wilhelm meldete sich zwar hin und wieder noch zu Besuch an, aber für Eingeweihte war erkennbar, dass der Kaisergünstling seine große Zeit hinter sich hatte. In den Augen der kritischen Öffentlichkeit galt Eulenburg indes immer noch als Haupt einer Nebenregierung, einer »Kamarilla«, die einen verderblichen Einfluss auf den Kaiser und die Reichspolitik ausübe.“ (Volker Ullrich)

### Eulenburg-Affäre 1906–1908
Ab November 1906 warf der Publizist Maximilian Harden Eulenburg in mehreren Artikeln andeutungsweise vor, homosexuell zu sein. Ab Herbst 1907 kam es deswegen zu mehreren Sensationsprozessen, die sich zunächst indirekt und dann auch direkt gegen Eulenburg wegen Vergehens gegen Paragraph 175 Reichsstrafgesetzbuch richteten. Zu einer Verurteilung kam es nicht mehr, obgleich Harden Zeugen unter Eid vorführte, die regelmäßig mit Eulenburg verkehrt haben sollten, da Eulenburg seit 1908 wegen seines Nervenleidens als prozessunfähig galt. Die sogenannte Harden-Eulenburg-Affäre war einer der größten Skandale der Wilhelminischen Zeit. Der Begriff Liebenberger Kreis, der die von Eulenburg geführte Kamarilla rund um den deutschen Kaiser bezeichnete, kam dadurch in Misskredit. Am 29. Juni 1908 wurde der entscheidende Prozess gegen Eulenburg eröffnet. Ihm wurde Meineid vorgeworfen, da er im Bülow-Brand-Prozess als Zeuge unter Eid ausgesagt hatte, niemals sexuelle Handlungen mit Männern vorgenommen zu haben. Im August desselben Jahres wurde das Verfahren jedoch wegen Eulenburgs angeschlagenen Gesundheitszustands unterbrochen und im Jahr 1909 dauerhaft ausgesetzt. In der Bevölkerung löste der Skandal einen Sturm der Entrüstung gegen Homosexuelle und die angebliche Verquickung homosexueller Männerfreundschaften mit politischen Machtansprüchen aus. Wilhelm II. war politisch bloßgestellt und ließ Eulenburg fallen.

### Rückzug und Tod 1908–1921
Als schwer kranker Mann zog sich Eulenburg daraufhin tief enttäuscht auf seinen Sitz Schloss Liebenberg in den Kreis seiner Familie zurück, wo er von seinen adeligen Freunden gemieden wurde. In den Folgejahren bis zu seinem Tod widmete er sich der Aufarbeitung seiner umfangreichen politischen Korrespondenz (hrsg. von John Röhl. Boppard/Rhein 1976–83) und der Familiengeschichte.
Philipp zu Eulenburg starb in Liebenberg am 17. September 1921 und wurde in der Familiengruft in Liebenberg beigesetzt.

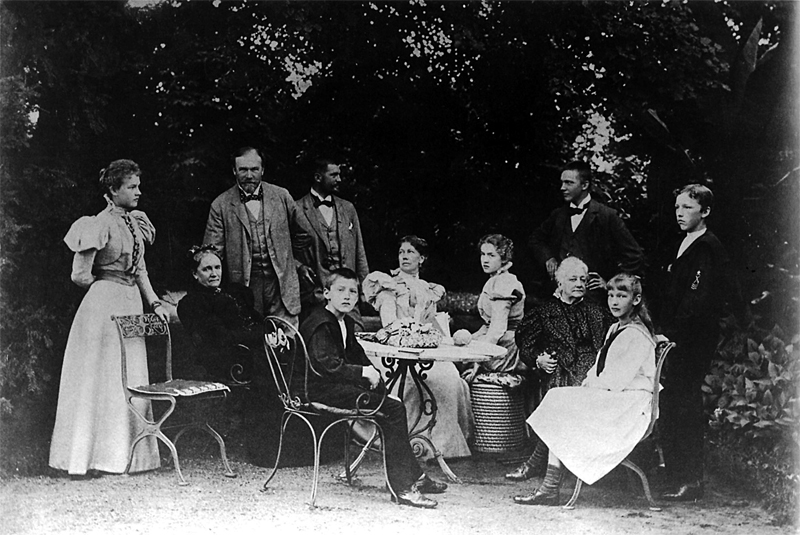
Eulenburg mit seiner Familie im Jahr 1900 in Liebenberg

## Familie

### Ehe und Kinder
Am 20. November 1875 heiratete Philipp zu Eulenburg in der St.-Nikolai-Kirche, Stockholm Augusta Gräfin von Sandels (* 12. Mai 1853 in Stockholm; † 14. Dezember 1941 in Liebenberg), die einzige Tochter des schwedischen Oberhofmarschalls Samuel August Graf Sandels (Sohn des Feldmarschalls Johan August Graf Sandels) und der Hedvig Henrietta Emilie Augusta Freiin von Tersmeden.
Das Paar hatte acht Kinder:
- Philipp Graf zu Eulenburg (* 16. November 1876 in Wulkow; † 28. Juni 1878 in Berlin)
- Astrid Gräfin zu Eulenburg (* 25. März 1879 in Berlin; † 23. März 1881 in Paris)
- Alexandrine (Adine) Elise Klara Antonia Gräfin zu Eulenburg (* 1. Juli 1880 in Liebenberg; † 3. Februar 1957 in Friedelhausen) ⚭ 15. Juni 1910 in Liebenberg Eberhard Graf von Schwerin
- Friedrich Wend Fürst zu Eulenburg (* 19. September 1881 in Starnberg; † 1. August 1963 in Hertefeld bei Weeze) ⚭ 21. Mai 1904 in Liebenberg Marie Freiin von Mayr-Melnhof.
- Augusta (Lycki) Alexandrine Gräfin zu Eulenburg (* 1. September 1882 in Starnberg; † 18. Januar 1974 in Starnberg) ⚭ 4. Februar 1907 in London Edmund Jaroljmek, (Scheidung 1931).
- Botho Sigwart zu Eulenburg (* 10. Januar 1884 in München; † 2. Juni 1915 in Jasło) ⚭ 21. September 1909 in Leipzig Helene Staegemann
- Karl zu Eulenburg (* 16. Juni 1885 in Starnberg; † 4. Dezember 1975 in Hertefeld bei Weeze) ⚭ 27. Mai 1908 St. Hélier, Insel Jersey Sophie Moshammer (gesch. 1923), ⚭ 15. November 1923 Geertruida Verwey.
- Viktoria (Tora) Ada Astrid Agnes Gräfin zu Eulenburg (* 13. Juli 1886 in Starnberg; † 23. September 1967 in Starnberg) ⚭ 12. Mai 1909 in Liebenberg Otto Ludwig Haas-Heye (Scheidung 1921).

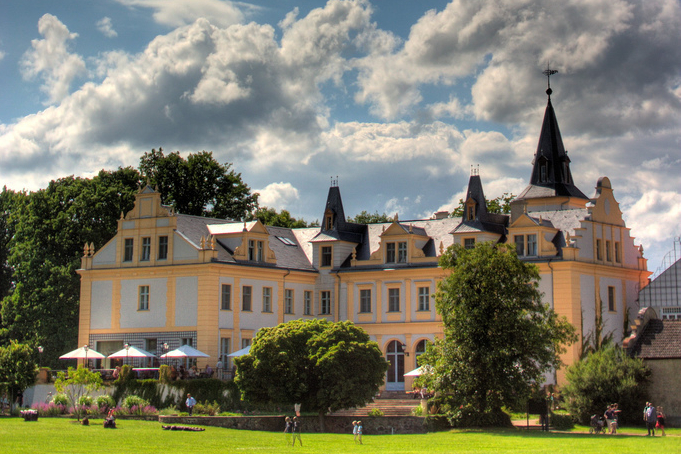
Schloss Liebenberg

## Gutsbesitzer und Kirchenpatron
Philipp zu Eulenburg wurde durch Erbe 1889 Eigentümer mehrerer Gutskomplexe in der Provinz Brandenburg. Die Güter, wie Wulkow und Gühlen, kamen zuvor stufenweise, 1867 und 1874, in den Besitz des Vaters. Gut Wulkow, mit Nebengut Gühlen, war zuerst auch Hauptwohnsitz der Familie. Ein weiteres Nebengut war Häsen im Kreis Ruppin, 1.958 ha groß. Dieses stand in Verwaltung des Kammerdirektors Kammer, der Gesamtbesitz wurde vom Gutshaus Häsen aus geleitet. Hauptgut war das bekannte Rittergut Liebenberg mit 2.045 ha, dazugehörig die Vorwerke Hertefeld und Luisenhof. Des Weiteren waren Flächenbesitzungen in der Gemeinde Bergsdorf, gesamt 213 ha. Die Güter übernahmen bis auf wenige Ausnahmen der Sohn respektive dann später der Enkel Wend Graf zu Eulenburg-Hertefeld. In der Eigenschaft als Gutsherr war Eulenburg, wie schon sein Vater, Patron einzelner Kirchengemeinden, zuallererst für die Dorfkirche Liebenberg. Schon früh gab er 1895 für die Dorfkirche Walsleben, zusammen mit Mitglieder der Kreissynode Ruppin, Mittel für einen neuen Taufstein. Patron war er zudem der Dorfkirche Wulkow und in Guten-Germendorf. An kirchlichen Ämtern war Philipp zu Eulenburg zudem auch Stiftshauptmann zu Kloster Zehdenick.

## Veröffentlichungen

### Schriften
- Politische Korrespondenz. 3 Bände. Hrsg. v. John Röhl. Boppard/Rhein 1976–83.
- Mit dem Kaiser als Staatsmann und Freund auf Nordlandreisen. Zwei Bände. Hrsg. v. Augusta Fürstin zu Eulenburg-Hertefeld. Carl Reissner, Dresden 1931
- Erlebnisse an deutschen und fremden Höfen. Hrsg. v. Augusta Fürstin zu Eulenburg-Hertefeld. Fr. Wilhelm Grunow Verlag, Leipzig 1930
- Das Ende König Ludwigs II. und andere Erlebnisse. Hrsg. v. Augusta Fürstin zu Eulenburg-Hertefeld. Fr. Wilhelm Grunow Verlag, Leipzig 1930
- Aus fünfzig Jahren. Erinnerungen, Tagebücher und Briefe aus dem Nachlass des Fürsten Philipp zu Eulenburg-Hertefeld. (hrsg. v. Johannes Haller). Gebr. Paetel, Berlin 1923.
- Eine Erinnerung an Graf Arthur Gobineau. Fr. Frommanns Verlag (E. Hauff), Stuttgart 1906
- Zur hundertjährigen Erinnerung an die Franzosenzeit in Liebenberg. Im Selbstverlag, 1906
- Liebenberger Jagdbilder aus Freundschaftstagen in Liebenberg von Axel Freiherr von Varnbüler zu Hemmingen. Hrsg. v. Philipp Fürst zu Eulenburg. Als Manuskript gedruckt, Liebenberg 1901
- Fünfzehn Karikaturen vom Hofe Friedrichs des Großen. In: Paul Seidel (Hrsg.): Hohenzollern-Jahrbuch. 1901, S. 137–142 (zlb.de).
- Ostasien in Briefen des Grafen Fritz zu Eulenburg. Mittler und Sohn, Berlin 1900
- Erinnerungen an ein Clevesches Rittergeschlecht. Historische Studie der Familie von Hertefeld. 1899 (Digitalisat)
- Die Geschichte eines Steinbruchs. Ein Märchen. E. Mühlthaler, München o. J.
- Ein Monat aus des Urgroßvaters Kindheitstagen. Cleve 1780. (Grafen von Dankelman.) München 1898
- Fünf Jahre der Freundschaft in Briefen von Fritz von Fahrenheit-Beynuhnen. Philipp Graf zu Eulenburg-Hertefeld (Hrsg.). Im Selbstverlag 1897
- Das Wunder. Eine Erzählung aus den ersten Tagen des Christentums (995) im Norden. Im Selbstverlag, Buchdruckerei Stefan Sandner, I. Graben 29, Wien, o. .J.
- Drei Märchen. Illustriert von Hermann Kaulbach. Franz Hanfstaengl, München o. J.
- Frithjof. Illustration von Hermann Kaulbach. Braun & Schneider, München o. J.
- Eine Weihnacht im Kloster. Deutsche Verlagsanstalt, Stuttgart 1892
- Abenderzählungen. Deutsche Verlagsanstalt, Stuttgart 1892
- Das Weihnachtsbuch. Deutsche Verlagsanstalt, Stuttgart 1892
- Erich und Erika. Familiensagen und Märchen. Braun und Schneider, München 1892
- Skaldengesänge. Dichtungen. Illustriert von O. Seitz. Westermann, Braunschweig 1892
- Ein Blatt preußischer Politik vor hundert Jahren. (Die Veranlassung zu der militärischen Intervention Preussens in Holland im Jahre 1787). In: Nord und Süd, Band 44. Breslau 1888
- Der Seestern. Veröffentlicht unter Pseudonym I. Svenson 1886
- Die letzte Weetzow. Novelle. In: Nord und Süd 1886
- Aus der Art. Novelle. In: Nord und Süd 1884
- Margot. Veröffentlicht unter Pseudonym I. Svenson. 1883

### Veröffentlichte Kompositionen
- Vier Märchen für Rezitation und Gesang. Bote und Bock, Berlin
  - Das Märchen von der Freiheit, Bote & Bock, Berlin I Sehnsucht II Lied der Nixe III Falkenlied IV Frühlingslied V Liebessehnsucht VI Liberta’s Lied VII Zwiegesang VIII Wend’s Lied. OCLC 64589440
  - Ein Seemärchen, für Singstimme und Klavier, Bote & Bock, Berlin, 1888 OCLC 1006758119
  - Die Tanne, für Singstimme und Klavier, Bote & Bock, Berlin, um 1892 OCLC 254447371
  - Waldmärchen, für Singstimme und Klavier, Bote & Bock, Berlin, um 1880 OCLC 248467945 I Waldsehnsucht II Lied des Mönches III Ständchen IV Schlummerlied V Der Junker vom Wald VI Lied der Glockenblume VII Lied des Tausendschön VIII Waldesrauschen IX Abschied. OCLC 638480167
- Skaldengesänge. Acht Hefte, gedichtet und in Musik gesetzt von Philipp zu Eulenburg, Bote und Bock, Berlin, OCLC 838374941
  - Heft 1: I Wie sie Freunde wurden II  Der Neck III Ottar IV Schön Astrid V Schneesturm VI Jul-Nacht, gedichtet und in Musik gesetzt von Philipp zu Eulenburg, englische Übersetzung von John Bernhoff, Bote& Bock, Berlin, um 1885 OCLC 150394880
  - Heft 2 OCLC 1069193763
  - Heft 4: I Bergkönig II Im Walde III Neck’s Harfe IV Auf dem Wege V Wie es dem Sänger Alf und dem Maler Ulf beim König erging, Bote & G. Bock, Berlin, 1884 OCLC 62114341
  - Heft 5: I Nordischer Streitgesang II König Alf III Ingeborg IV Die grünen Blätter V Frühlingsmacht. OCLC 19519915
  - Rosenlieder. Bote und Bock, Berlin. I Monatsrose. Incipit: Aus des Nachbars Haus II Wilde Rose. Incipit: Bei dem Waldessaum im Wiesenhang III Rankende Rose Incipit: Sagt, ihr weissen Rankroselein IV Seerose Incipit: Der Abend ist still und dunkel der See V Weisse und rote Rose. Incipit: Mein Schatz der liegt auf der Todtenbahr
  - Übersetzt ins Englische von Elisabeth M. Lockwood: I Monthly rose. Incipit: Down the village street trips my lady sweet II Wild Rose. Incipit: Where the forest and the meadow meet III Climbing rose Incipit: Roses clustering high above IV Nymphea. Incipit: The lake lies in darkness, still is the night V Red and white roses. Incipit: My darling iles in his coffin, dead OCLC 1115072028
  - Arrangiert für Orchester von Emil Kaiser, Bote & Bock, Berlin, um 1900 OCLC 255474575
  - Uebertragung für Klavier zu zwei Händen, Bote & Bock, Berlin OCLC 611350307
  - Für die Laute gesetzt von Hans Schmid-Kayser (1874–1964),  Bote & Bock, Berlin OCLC 611350300
- Nordlandslieder. Zwei Hefte. gedichtet und in Musik gesetzt von Philipp zu Eulenburg
  - Heft 1: I Nordischer Frühling II Altnordisches Wiegenlied III Sehnsucht IV Abendgold V Das Mädchen und das Vöglein VI Adlerlied OCLC 835575044
  - Heft 2: Bote und Bock, Berlin, um 1892  I Ausfahrt II Heimath-Erde III Der See IV Gesänge der Nornen OCLC 67772908
- Eine Liebesgeschichte. Ein Liederzyklus, gedichtet und in Musik gesetzt von Philipp zu Eulenburg, Bote und Bock, Berlin, um 1893 OCLC 254624406 I Der ganze Stoss II Wir sassen eng beisammen III Die Nachtigallen seufzen IV Noch brennt mir auf den Lippen V Soll dich nicht lieben. OCLC 62385344
- Methgesänge auf Nordischen Meeren zu singen, gedichtet und in Musik gesetzt von Philipp zu Eulenburg, Bote und Bock, Berlin, um 1895 OCLC 316077960 I Methgesang II An Egir III Kohlen IV Conserven V Die Wale VI Thrangesang VII Der Feldjäger VIII Skatgesang OCLC 62334507
- Östliche Lieder, gedichtet und in Musik gesetzt von Philipp zu Eulenburg, Bote und Bock, Berlin, um 1896 OCLC 253868350 I Liebte ein Sternlein II Still ist die Nacht III Der Alte sagt’ IV Denk’ des Indus ich. OCLC 70917817
- Liebeswende, ein Liederzyklus, gedichtet und in Musik gesetzt von Philipp zu Eulenburg, Bote und Bock, Berlin, 1896 I Der Tanz II Im Garten III Der Traum IV Die Haide V Das Meer OCLC 981509440
- Strandlieder. Ein Liederzyklus, fünf Lieder im Volkston, gedichtet und in Musik gesetzt von Philipp zu Eulenburg, Bote und Bock, Berlin, um 1898 OCLC 254447535  I Der Seemann II Myrthe und Rose III Die Nelke IV Der Sturm V Meeresgrab OCLC 1113017967
- Weihnachtsgesänge gedichtet und in Musik gesetzt von Philipp zu Eulenburg, Bote und Bock, Berlin, um 1900 OCLC 254626580
- Aus Freundschaftstagen, eine Wirthshausidylle, gedichtet und in Musik gesetzt von Philipp zu Eulenburg, Bote und Bock, Berlin OCLC 21515755
- Gesänge für dramatischen Vortrag. Bote und Bock, Berlin